# デボラ・インストール
デボラ・インストール（Deborah Install）は、1979年生まれのイギリスの小説家。
夫、息子とイギリスバーミンガムに在住。
2015年にA Robot in the Garden（邦題『ロボット・イン・ザ・ガーデン』）でデビューした。日本語をはじめ十数の言語に翻訳されている。
2020年10月、本作を原作として劇団四季によりミュージカル作品『ロボット・イン・ザ・ガーデン』が初演上演された。
2022年8月11日に映画化作品『TANG タング』が公開された。

## 小説
- A Robot in the Garden（『ロボット・イン・ザ・ガーデン』） (2015年)[1][2]

## 日本語訳された作品
- 『ロボット・イン・ザ・ガーデン』 小学館文庫、松原葉子訳、小学館、2016年6月
- 『ロボット・イン・ザ・ハウス』 小学館文庫、松原葉子訳、小学館、2017年11月
- 『ロボット・イン・ザ・スクール』 小学館文庫、松原葉子訳、小学館、2019年11月
- 『ロボット・イン・ザ・ファミリー』 小学館文庫、松原葉子訳、小学館、2020年9月
- 『ロボット・イン・ザ・ホスピタル』 小学館文庫、松原葉子訳、小学館、2022年7月

## 関連作品

### ミュージカル
- ロボット・イン・ザ・ガーデン、劇団四季、2020年10月初演

### 映画
- 『TANG タング』（原作『ロボット・イン・ザ・ガーデン』）、三木孝浩監督、2022年

### 漫画
- ロボット・イン・ザ・ガーデン（作画：藤生ナミ）『ベツコミ』の増刊号:ベツフラ、小学館、2022年[5]